# La festività di Kung Fu Panda
La festività di Kung Fu Panda (Kung Fu Panda Holiday) è uno speciale televisivo di commedia natalizia animata americana del 2010 prodotto da DreamWorks Animation e diretto da Tim Johnson. Uno spin-off del franchise Kung Fu Panda, lo speciale vede protagoniste le voci di Jack Black, Angelina Jolie, Dustin Hoffman, Jackie Chan, Seth Rogen, David Cross, Lucy Liu, James Hong e Jack McBrayer. Lo speciale è stato presentato in anteprima sulla NBC il 24 novembre 2010 e la sua prima trasmissione ha attirato 5,9 milioni di spettatori.

## Trama
Il Maestro Shifu incarica Po di ospitare l'annuale Festa d'Inverno al Palazzo di Giada, un'occasione formale altamente ritualizzata a cui partecipano tutti i maestri di kung fu della Cina, insistendo sulla perfezione dell'evento. Sebbene emozionato, Po desidera anche trascorrere le festività con suo padre, il signor Ping, e rifiuta i tentativi dei migliori chef cinesi di fargli organizzare l'evento. Tuttavia, il signor Ping crede che Po sia più preoccupato dei suoi doveri di Guerriero Dragone, e rimane categoricamente nel suo ristorante per nutrire i cittadini, che non hanno nessun altro posto dove mangiare per le festività, mentre consiglia a Po di fare la cosa giusta.
Colpito dal senso di colpa, Po cerca di cucinare il banchetto da solo, ma viene presto sopraffatto dalle varie responsabilità che ne derivano, ulteriormente complicate dall'interferenza di Wo Hop, un coniglio chef che Po ha accidentalmente disonorato, e vuole disperatamente morire per mano del Guerriero Dragone per riscattare il suo onore. Un commento di Wo Hop secondo cui "il kung fu non può risolvere tutto" ispira Po ad arruolare i Cinque Cicloni per completare i preparativi per la festa mentre si fa aiutare in cucina da Wo Hop, ancora suicida.
La notte della Festa d'Inverno, Po si rende conto che dovrebbe stare con suo padre per le vacanze e si scusa davanti ai maestri per poter aiutare il signor Ping a preparare il cibo per i cittadini. Da parte sua, il signor Ping, che ha lottato da solo con l'attività, si rende conto di essere stato ingiusto nei confronti di suo figlio per essersi occupato delle sue responsabilità più grandi e si scusa con lui. Con questa riconciliazione, padre e figlio preparano la loro festa con raffinata maestria.
Commossi dalla lealtà di Po verso la sua famiglia, i Cinque Cicloni e gli altri maestri partecipano ai festeggiamenti con i cittadini. Inoltre, Po è in grado di ripristinare l'onore di Wo Hop presentandogli il mestolo d'oro originariamente destinato allo chef selezionato per cucinare per il banchetto dei maestri. Shifu inizialmente è mortificato dal fatto che tutti abbiano abbandonato la festa, ma vedendo l'allegria che tutti stanno trascorrendo al negozio di spaghetti, si rende conto che Po ha fatto la cosa giusta, creando un evento davvero perfetto con suo padre. Anche se Shifu si volta per andarsene, Po lo convince a unirsi a loro, affermando fermamente il posto di Shifu con la sua famiglia.

## Doppiatori
| Personaggi               | Doppiatore originale | Doppiatore italiano  |
| ------------------------ | -------------------- | -------------------- |
| Po                       | Jack Black           | Emiliano Coltorti    |
| Maestra Tigre            | Angelina Jolie       | Francesca Fiorentini |
| Maestro Shifu            | Dustin Hoffman       | Eros Pagni           |
| Wo Hop                   | Jack McBrayer        | Oliviero Dinelli     |
| Maestro Scimmia          | Jackie Chan          | Angelo Maggi         |
| Maestro Mantide          | Seth Rogen           | Simone Mori          |
| Maestro Rino             | Jonathan Groff       | Francesco Pannofino  |
| Maestro Gru              | David Cross          | Danilo De Girolamo   |
| Maestra Vipera           | Lucy Liu             | Tiziana Avarista     |
| Signor Ping              | James Hong           | Francesco Vairano    |
| Zeng                     | Dan Fogler           | Massimiliano Alto    |
| Proprietario del negozio | Susan Fitzer         |                      |
| Coniglietta #1           | Susan Fitzer         |                      |
| Oca ospite               | Susan Fitzer         |                      |
| Coniglietta #2           | Lena Golia           |                      |
| Padre                    | Stephen Kearin       |                      |
| Coniglio del villaggio   | Stephen Kearin       |                      |
| Coniglio del sogno       | Tom Owens            |                      |
| Maiale impanicato        | Tom Owens            |                      |
| Bandito cinghiale        | Conrad Vernon        |                      |
| Oca assistente           | Mick Wingert         |                      |
| Maiale sarto             | Mick Wingert         |                      |

## Critica
Nella sua recensione per Common Sense Media, Emily Ashby ne ha elogiato i messaggi positivi e i modelli di comportamento, dai quali Po "impara che ascoltare il proprio cuore è il modo migliore per prendere la decisione giusta, e la sua scelta ispira gli altri a fare lo stesso".

## Home media
Lo speciale è stato rilasciato su DVD e Blu-ray il 6 novembre 2012 in Nord America. In Australia e nel Regno Unito, è stato rilasciato con il titolo Kung Fu Panda: Po's Winter Wonderland, uscito l'11 novembre 2012 e il 19 novembre 2012, esclusivamente nei negozi Sainsbury's. È stato rilasciato in DVD il 1 ottobre 2013, insieme a Shrekkati per le feste, Buon Natale, Madagascar! e Il dono del drago.